# Chytonix chloe
Chytonix chloe là một loài bướm đêm trong họ Noctuidae.